# Massignano
Massignano is een gemeente in de Italiaanse provincie Ascoli Piceno (regio Marche) en telt 1621 inwoners (31-12-2004). De oppervlakte bedraagt 16,3 km², de bevolkingsdichtheid is 99 inwoners per km².

## Demografie
Massignano telt ongeveer 565 huishoudens. Het aantal inwoners steeg in de periode 1991-2001 met 1,1% volgens cijfers uit de tienjaarlijkse volkstellingen van ISTAT.
| Jaar | Inwoneraantal |
| ---- | ------------- |
| 1991 | 1571          |
| 2001 | 1589          |

## Geografie
Massignano grenst aan de volgende gemeenten: Campofilone, Cupra Marittima, Montefiore dell'Aso, Ripatransone.

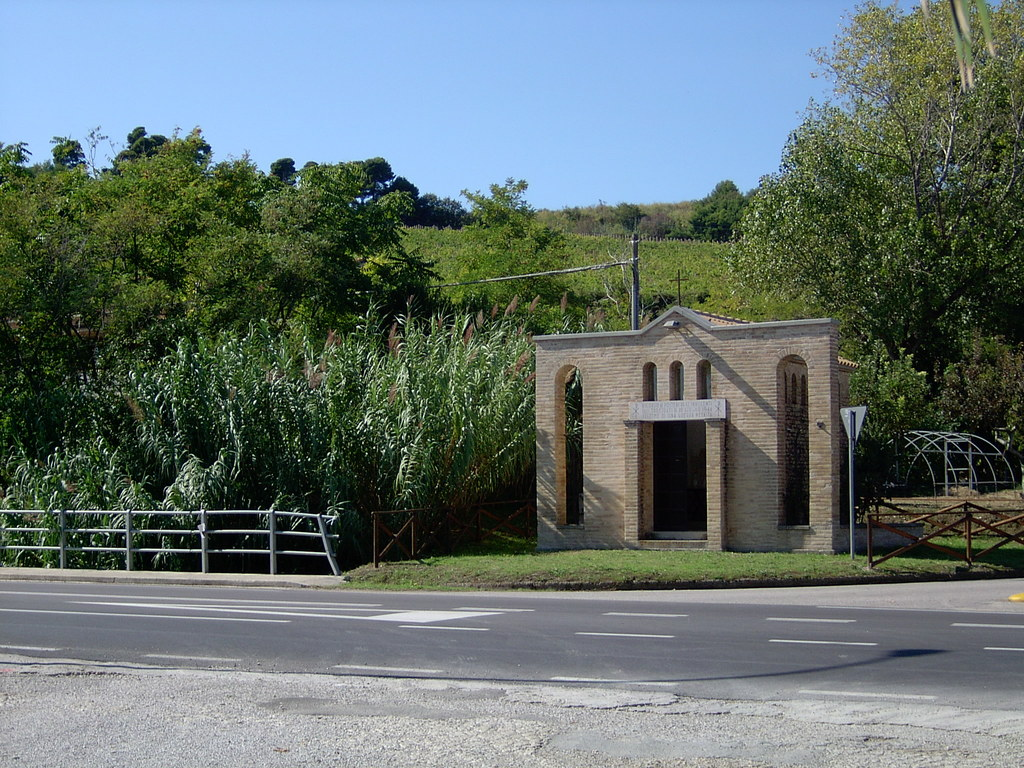
Mausoleum in Massignano

Acquasanta Terme · Acquaviva Picena · Appignano del Tronto · Arquata del Tronto · Ascoli Piceno · Carassai · Castel di Lama · Castignano · Castorano · Colli del Tronto · Comunanza · Cossignano · Cupra Marittima · Folignano · Force · Grottammare · Maltignano · Massignano · Monsampolo del Tronto · Montalto delle Marche · Montedinove · Montefiore dell'Aso · Montegallo · Montemonaco · Monteprandone · Offida · Palmiano · Ripatransone · Roccafluvione · Rotella · San Benedetto del Tronto · Spinetoli · Venarotta
1. ↑  https://demo.istat.it/?l=it.